# Estonska enciklopedija
Estonska enciklopedija (estonski: Eesti entsüklopeedia, ruski: Эстонская энциклопедия) je opća enciklopedija izdana na estonskome jeziku. Izdana je između 1985. i 1991. kao drugo izdanje Estonske sovjetske enciklopedije te od 1991. do 2006. kao Estonska enciklopedija. 
Izdala ju je izdavačka kuća Eesti Entsüklopeediakirjastus u 6 svezaka (sveukupno 10) zajedno s 5 dodatnih svezaka. Također je izdana referentna knjiga „ENE kaardid“ (Karte Estonske sovjetske enciklopedije), „Suur maailma atlas“ (Veliki atlas svijeta) i „Väike entsüklopeedia“ (Mala enciklopedija) izdana između 2002. i 2006. godine.

## Urednici
- Gustav Naan (1985. – 1989.
- Ülo Kaevats (1989. – 1992., 1995. – 2002.)
- Toomas Varrak (1992. – 1995.)
- Hardo Aasmäe (2002. – 2006.)